# Lynn Symansky
Lynn Symansky es una jinete estadounidense que compite en la modalidad de concurso completo. Ganó tres medallas en los Juegos Panamericanos, en los años 2011 y 2019.

## Palmarés internacional
| Juegos Panamericanos | Juegos Panamericanos | Juegos Panamericanos | Juegos Panamericanos |
| Año                  | Lugar                | Medalla              | Categoría            |
| -------------------- | -------------------- | -------------------- | -------------------- |
| 2011                 | Guadalajara (México) | Medalla de oro       | Por equipos          |
| 2019                 | Lima (Perú)          | Medalla de oro       | Por equipos          |
| 2019                 | Lima (Perú)          | Medalla de plata     | Individual           |